# Kerstenbruch
Kerstenbruch ist ein bewohnter Gemeindeteil der amtsangehörigen Gemeinde Neulewin im brandenburgischen Landkreis Märkisch-Oderland und wird vom Amt Barnim-Oderbruch verwaltet. Bis zur Eingemeindung 1974 in die Gemeinde Neulewin war Kerstenbruch eine eigenständige Gemeinde.

## Geographische Lage
Das Dorf liegt zwei Kilometer nördlich von Neulewin, direkt nördlich der Alten Oder.

## Geschichte
Kerstenbruch entstand nach Trockenlegung des Oderbruches ab dem Jahr 1753. Namenspatron war nach dem Landbuch der Mark Brandenburg der Hofrat Kersten. Dem Gründer folgte kurzzeitig der Kammerrat und spätere Großgrundbesitzer Paul (von) Wolff-Haselberg (* 1744; † 1805). Er wurde 1786 nobilitiert, seine Söhne Karl und August machten nachfolgend eine Offizierskarriere. Des Weiteren hat der Offizier Carl von Vigny einen näheren Bezug zu Kerstenbruch, er ist 1777 hier geboren und starb 1846 in Koblenz als Generalmajor.
Es waren damals vier große Höfe und zwölf kleine Höfe im Ort vorhanden. Ort und Rittergut lagen auf dem Fundo des Ritterguts Alt-Wriezen, in alten Matrikel Alt-Wriezen I genannt. Im Jahr 1780 wurde ein Bethaus errichtet. Ein weiterer Besitzerwechsel folgte alsbald und die Familie Christiani wurde Grundbesitzer von Kerstenbruch. Von 1799 bis 1802 wurden unter anderem eine Brauerei, eine Brennerei, eine Schmiede und ein Schulhaus erbaut. Die Ziegelei wurde erweitert. Von der Ziegelei sind nur noch Reste eines Feldbrandofens vorhanden. 1822 brannte das Dorf fast vollständig nieder, es wurde mit massiven Häusern wieder aufgebaut. 1842 wurde ein neues Schul- und Bethaus errichtet. 1868 übernahm die Familie Christiani-Kerstenbruch die bereits bestehende Zuckerfabrik in Eigenregie. 1880 wird die Gemarkung als Wohnplatz tituliert. 1894 sind im Ort der Schmied Joh. Jaedicke und der Stellmacher Emil Ebener ansässig. 1900 wohnten hier 225 Menschen. Zu diesem Zeitpunkt war der Ritterschaftsrat für den Kreis Ober-Barnim Wilhelm Christiani der Gutsbesitzer. In seiner Funktion unterstand er dem Kur- und Neumärkisches Ritterschaftliches Kreditinstitut. Ihm folgte als Eigentümerin seine Witwe Frau Ritterschaftsrätin Christiani, respektive der Sohn Wilhelm Christiani jun. ab etwa 1914. Zum Rittergut Kerstenbruch gehörten samt Vorwerk Rüstenwerder 225 ha Fläche. Es wurde ein größerer landwirtschaftlicher Betrieb mit Viehzucht und eine Zieglei betrieben. 1929, kurz vor Wirtschaftskrise, hatte das Rittergut 278 ha Größe. Bis 1938 fanden weitere Investitionen am Gutsbetrieb statt. Die Besitzgröße blieb konstant, letzte Eigentümerin des Gutsbetriebes war Agnes Christiani. An die Kerstenbrucher Gutsbesitzerfamilie erinnert heute ein Gedenkstein.
1911 wurde die Oderbruchbahn gebaut, auch Kerstenbruch erhielt einen Bahnhof. Der Personenverkehr wurde 1966 eingestellt, die Bahnstrecke wurde abgebaut. Nach dem Zweiten Weltkrieg wurde 1953 die LPG „Philipp Müller“ gegründet, 1960 entstand eine weitere LPG.

## Besondere Bauwerke
- Der ehemalige Feldbrandofen liegt östlich des Ortes auf freiem Feld. Er wurde wahrscheinlich um 1800 erbaut. Es ist der letzte Feldbrandofen in Brandenburg.

- Der Speicher wurde wahrscheinlich von 1799 bis 1802 in der Nähe der Alten Oder als Teil des Gutes errichtet. Hier befand sich an der damals noch schiffbaren Alten Oder ein kleiner Hafen. Der Speicher diente zur Lagerung von landwirtschaftlichen Produkten.  Die Anordnung der Luken deutet auf drei Ebenen im Speicher hin. Der Speicher hat ein Krüppelwalmdach, an jeder Traufseite befinden sich Tore.